# Anna Breytenbach
 (avril 2020).
 (mai 2020).
Pour les articles homonymes, voir Breytenbach.
Anna Breytenbach, née le 16 août 1968 au Cap, est une communicatrice inter-espèces[Quoi ?], activiste des droits des animaux, conservatrice de la nature et conférencière sud-africaine.

## Biographie

### Jeunesse et carrière
Anna Breytenbach est née le 16 août 1968 au Cap en, Afrique du Sud. Elle est la fille de Barbara Breytenbach (née Finn) et de Johannes Cloete Breytenbach. Après avoir étudié la psychologie, le marketing et l'économie à l'université du Cap, elle est entrée dans le monde de l'entreprise. Elle a fait carrière pendant 12 ans dans les ressources humaines et les technologies de l'information, en Australie et aux États-Unis. Depuis 2004, Anna Breytenbach exerce en tant que communicatrice professionnelle pour les animaux. Elle vit actuellement[évasif] sur la côte sud-africaine et organise des safaris sur la communication avec les animaux en Afrique du Sud.

### Communication inter-espèces
À vingt ans, elle a décidé de poursuivre sa passion pour la vie sauvage (les grands félins en particulier) en devenant maître-guépard dans le cadre d'un projet d'éducation à la conservation. Lors de son départ pour l'Amérique, elle a exploré la conservation des loups et autres prédateurs. Elle a également fait partie de comités pour la conservation des loups, des léopards des neiges, des guépards et des lions de montagne.
En observant et en étant en contact étroit avec ces animaux, elle dit avoir trouvé qu'elle devenait plus empathique. Pendant sa formation de pistage avec la Wilderness Awareness School juste à l'extérieur de Seattle, elle dit avoir commencé à ressentir un état de conscience accrue en ce qui concerne les animaux qu'elle pistait. Ayant été élevée en Afrique, elle avait peu d'expérience ou de connaissances sur les espèces nord-américaines et avait donc du mal à analyser ou à interpréter leurs empreintes de manière logique en se basant sur des indices visuels. Ses mentors lui ont suggéré de « sentir » l'énergie de la piste - après quoi elle a commencé à recevoir de brèves images mentales ou d'autres « sensations ». Ces « connaissances soudaines » s'avéreraient par la suite vraies. Elle a ensuite approfondi ses recherches sur le phénomène de la communication entre espèces et l'a étudié à un niveau avancé par l'intermédiaire de l'Assisi International Animal Institute aux États-Unis de 2001 à 2004.
Par la suite, elle a travaillé chez CyberTracker International, les inventeurs de CyberTracker, un logiciel gratuit de collecte de données GPS utilisé dans le monde entier pour la surveillance et la gestion de la faune sauvage. Elle voyage beaucoup pour donner des conférences sur les questions de conservation des animaux et enseigner la communication avec les animaux.

### Film documentaire et apparition publique
Anna Breytenbach a fait l'objet en 2012 d'un film documentaire de 52 minutes produit par Swati Thiyagarajan, Craig Foster et Damon Foster intitulé The Animal Communicator. Ce documentaire a été nommé pour le prix du meilleur long métrage documentaire et de la meilleure réalisation aux prix « Jade Kunlun » du Festival mondial du documentaire de montagne 2012 de Qinghai en Chine.
Un court extrait du film documentaire décrivant l'interaction de Breytenbach avec un léopard noir dans le parc à prédateurs de Jukani en Afrique du Sud a été publié sur YouTube et a été diffusé à plus de 4,5 millions d'exemplaires.
Anna Breytenbach a donné une conférence sur la communication entre espèces à la Findhorn Foundation en 2013 ; et est apparue dans un segment de l'émission de télévision sud-africaine Carte Blanche en mars 2014.